# Gälapparaten
Gälapparaten (brankialapparaten, svalgapparaten, faryngealapparaten) är en komplex anatomisk struktur under människans embryologiska period som bidrar till viktiga huvud- och halsstrukturer. Gälapparaten utgörs av gälbågarna (från mesoderm), gälfårorna (från ektoderm) och gälfickorna (från endoderm). Varje gälbåge innehåller sin egen skelettmuskulatur, broskbåge, nerv och artär.
| Gälbåge | Muskulatur | Nerv                  | Artär                                          | Broskbåge                                                                                        |
| ------- | --- | --------------------- | ---------------------------------------------- | ------------------------------------------------------------------------------------------------ |
| 1       | Tuggmuskulatur, m. mylohyoideus, m. diagastricus venter anterior, m. tensor veli palatini, m. tensor tympani                     | Nervus mandibularis   | A. maxillaris                                  | Meckels brosk, bildar vissa strukturer i mellanörat                                              |
| 2       | Mimiska muskler, m. stylohyoideus, m. diagastricus venter posterior, m. stapedius                                                | Ansiktsnerven         | A. stapedia                                    | Reicherts brosk, bildar stigbygeln, processus styloideus, delar av tungbenet, lig. stylohyoideum |
| 3       | M. stylopharyngeus | Tung- och svalgnerven | A. carotis communis, A. carotis interna        | Delar av tungbenet                                                                               |
| 4       | Svalgets muskulatur förutom m. stylopharyngeus, den mjuka gommens muskulatur förutom m. tensor veli palatini, m. cricothyroideus | Vagusnerven           | Aortabågen, A. subclavia dextra                | Delar av struphuvudet                                                                            |
| 6       | Intrinsisk larynxmuskulatur förutom m. cricothyroideus                                                                           | Vagusnerven           | Lungartären, Aa. pulmonales, ductus arteriosus | Delar av struphuvudet                                                                            |